# Ovsište
Ovsište (cyr. Овсиште) – wieś w Serbii, w okręgu szumadijskim, w gminie Topola. W 2011 roku liczyła 536 mieszkańców.